# Det Europæiske Fællesskab
Det Europæiske Fællesskab (EF) var en europæisk overnational organisation, der var forløberen for Den Europæiske Union (EU). EF ophørte med at eksistere 1. december 2009, da Lissabontraktaten trådte i kraft og hvor samtlige aktiviteter fra EF blev overført til EU. Danmark og Grønland indtrådte i EF den 1. januar 1973. Grønland forlod EF den 1. februar 1985. Færøerne har ikke været medlem af EF.
EF blev oprettet ved Traktaten om Det Europæiske Økonomiske Fællesskab (EØF-traktaten) og var indtil Maastrichttraktatens vedtagelse ét af tre europæiske fællesskaber. Efter traktatens vedtagelse kom EF til at udgøre en af de tre søjler i Den Europæiske Union. EF's traktatsgrundlag var Traktaten om Oprettelse af Det Europæiske Fællesskab (EF-traktaten), der er ændret ved Lissabontraktaten og i dag kendes som Traktaten om Den Europæiske Unions Funktionsmåde (EUF-traktaten).  